# 中国人民政治协商会议全国委员会农业和农村委员会
中国人民政治协商会议全国委员会农业和农村委员会（简称全国政协农业和农村委员会），是中国人民政治协商会议全国委员会设立的专门委员会之一。

## 沿革
2018年3月，中共中央印发的《深化党和国家机构改革方案》称，“（四十七）组建全国政协农业和农村委员会。将全国政协经济委员会联系农业界和研究‘三农’问题等职责调整到全国政协农业和农村委员会。”
2018年3月16日政协第十三届全国委员会常务委员会第一次会议通过《中国人民政治协商会议第十三届全国委员会常务委员会关于设置专门委员会的决定》，决定中国人民政治协商会议第十三届全国委员会设置10个专门委员会：提案委员会、经济委员会、农业和农村委员会、人口资源环境委员会、教科卫体委员会、社会和法制委员会、民族和宗教委员会、港澳台侨委员会、外事委员会、文化文史和学习委员会。

## 历任主任

### 主任
- 罗志军，中国人民政治协商会议第十三届全国委员会农业和农村委员会主任
- 王建军，中国人民政治协商会议第十四届全国委员会农业和农村委员会主任

### 副主任
- 王冬胜
- 王晓东（2023年3月 - ）
- 龙庄伟（苗族）
- 叶冬松
- 刘雷
- 齐扎拉（藏族）
- 张桃林
- 胡盛寿
- 黄玉治
- 胡盛寿
- 梁晔（驻会）
- 蒋旭光

## 组织结构
2015年修订后的《中国人民政治协商会议全国委员会专门委员会通则》规定：
- 第十一条：“专门委员会的组成，应按照有利于联系各界、各方面人士，自愿、协商和便于组织经常性活动的原则，统筹安排。”
- 第十二条：“每届专门委员会的设立一般应在当届政协第一次常务委员会会议上确定。专门委员会的组成人员原则上为全体委员的30%左右，非中共委员要占一定比例。各专门委员会一般由50至100人组成，设主任1人，驻会副主任1人，副主任若干人。工作领域较宽的委员会可适当增加组成人员。”
- 第十三条：“专门委员会人选从政协全国委员会委员中产生，一般应具有相关工作经历和专业知识。人选由政协全国委员会秘书长会议提出，征得委员本人同意后，委员名单由主席会议审定，主任、副主任的任命由常务委员会决定。”“专门委员会组成人员需调整或增补时，按专门委员会产生程序办理。专门委员会主任会议对本委员会委员的调整或增补可提出建议。”
- 第十四条：“根据工作需要，专门委员会可采取适当方式邀请非本专门委员会的政协委员参加活动。”[3]

## 职责
《深化党和国家机构改革方案》称，全国政协农业和农村委员会的主要职责是：“组织委员学习宣传党和国家农业农村方面的方针政策和法律法规，就‘三农’问题开展调查研究，提出意见、建议和提案，团结和联系农业和农村界委员反映社情民意。”
农业和农村委员会围绕农业和农村重大问题和关系人民群众切身利益的问题开展协商、调研、考察、重点提案督办等活动；根据全国政协年度协商工作安排，承办全国政协专题协商会、双周协商座谈会，参与承办专题议政性常委会议有关专题讨论会；组织农业界委员开展界别活动。